# Huai'an
33°30′N 119°8′Ø / 33.500°N 119.133°Ø
Huai'an (淮安; pinyin: Huái'ān – før 2001: Huaiyin) er et bypræfektur beliggende i et rigt landbrugsområde på det nordlige sletteland, i provinsen Jiangsu, i Folkerepublikken Kina. Bypræfekturet der ligger ved Kejserkanalen har et areal på 10,072 km2
hvoraf 3.171 km2 er i byområder, og en befolkning på 5.330.000 mennesker (2007)
Prefekturet grænser til Suqian i nordvest, Lianyungang i nord, Yancheng i øst, Yangzhou i sydøst, og provinsen Anhui i sydvest. 
Huai'ans/Huaiyins historie går mere end 2.200 år tilbage. I dette område opstod Qingliangangkulturen for 5.000 år siden. 
Zhou Enlai der var ministerpræsident i Kina fra 1949 til 1976 blev født i Huai'an, 5. marts 1898.

## Administration
Huai'an administrerer fire distrikter og fire amter.
- Distriktet Chuzhou (楚州区)
- Distriktet Huaiyin (淮阴区)
- Distriktet Qinghe (清河区)
- Distriktet Qingpu (清浦区)
- Amtet Jinhu (金湖县)
- Amtet Xuyi (盱眙县)
- Amtet Hongze (洪泽县)
- Amtet Lianshui (涟水县)

## Trafik
Kinas rigsvej 205 passerer gennem området. Den begynder i Shanhaiguan i Hebei og ender i den sydlige del af Shenzhen i provinsen Guangdong. Undervejs passerer den blandt andet Tangshan, Tianjin, Zibo, Nanjing, Wuhu, Sanming, Heyuan og Huizhou.